# Бафинг
Бафинг е един от 31-те региона на Кот д'Ивоар. Разположен е в северозападната част на страната и граничи със съседната на Кот д'Ивоар държава Гвинея. Площта му е 8720 км², а населението е 205 339 души (2010). Столицата на Бафинг е град Туба.
Регионът включва само един департамент – Туба.